# Перчихина, Марина Константиновна
Марина Константиновна Перчихина (19 октября 1956, Москва — 10 февраля 2014, Москва) — российская художница, арт-критик, одна из основателей галереи «Spider & Mouse».

## Биография
Родилась в Москве 19 октября 1956 года. С 1972 по 1976 год училась на театрально-декорационном отделении Московского художественного училища памяти 1905 года. С 1976 по 1984 год работала художником-постановщиком более 20 спектаклей в театрах Москвы, Челябинска (Государственный драматический «Молодёжный театр»), Хабаровска и др. городов России. Выступала автором журналов «Декоративное искусство» и «Театр». В 1991—1992 годах осуществляла авторские и кураторские проекты в выставочном зале «На Каширке». Создатель арт-издательства «Мышь». В 1994 году совместно с Игорем Иогансоном и Игорем Даниловым (1948—1994) создаёт нонпрофитную галерею современного искусства «Spider & Mouse» (с 2002 года — арт-пространство «Spider & Mouse»).
С 1990 по 2014 год работала в области перформанса, инсталляции, видео-арта, видео-перформанса и видео-инсталляции, авторской книги, ленд-арта. Куратор проектов, автор критических и теоретических статей.
Умерла 10 февраля 2014 года в своей московской мастерской.

## Персональные выставки
- 2008 — «Фотошоп–0, Window2007». Зверевский центр современного искусства, Москва
- 2006 — «Возвращение Андрея Благова», мультимедийный проект. Галерея ОкNо, Челябинск.
- 2000 — «Упаковка−5»[6], видео-перформанс. Галерея HOME, Лондон.
- 1996 — «Из Книги Перемен», графическая инсталляция (совм. с Арменом Бугаяном). Галерея Spider & Mouse, Москва.
- 1994 — «Музей Неизвестного Художника. Железная коллекция», инсталляция. Галерея Spider & Mouse, Москва.
- 1992 — «Неизвестный Плод», инсталляция (совм. с Куми Сасаки). Выставочный зал «На Каширке», Москва.
- 1991 — «Воспоминания о воспоминаниях о…», инсталляция. Выставочный зал «На Каширке», Москва.
- 1991 — «Музей Неизвестного Художника. Первая коллекция: Наследие  Андрея Благова. Из Второй коллекции: Железная Живопись. Из Третьей коллекции: Музей жилища». Выставочный зал «На Каширке», Москва.
- 1990 — «Триграммы». Кардиологический Центр, Москва.

## Работы находятся в собраниях
Государственный центр современного искусства, Москва

## Книги и публикации
- Марина Перчихина Чтение Белой Стены. Серия: Очерки визуальности — М.: Новое литературное обозрение, 2011. — 280 с. — ISBN 978-5-86793-921-2.
- Публикации Марины Перчихиной в литературно-философском журнале Топос [7]
- Публикации Марины Перчихиной в журнале Московского музея современного искусства Диалог Искусств. [8]

## Цитаты
- «… Марина Перчихина — из важных фигур московского художественного ландшафта. При том, что она всегда избегала мейнстримных «тусовок», осуществленные ею акции и перформансы являются его необходимой частью. Жанр ее книги можно было бы определить старинным клише «жизнь в искусстве»: мемуары здесь сами собой перетекают в описания сделанных проектов, а документальная хроника оборачивается теоретическими рассуждениями о природе современных форм художественного высказывания.» — из аннотации издателя, НЛО, 2011. [9]